# Dodonaea humilis
Dodonaea humilis är en kinesträdsväxtart som beskrevs av Stephan Ladislaus Endlicher. Dodonaea humilis ingår i släktet Dodonaea och familjen kinesträdsväxter. Inga underarter finns listade i Catalogue of Life.